# El Trincheto
El Trincheto es un municipio español de la provincia de Ciudad Real, en la comunidad de Castilla-La Mancha, pedanía de Porzuna, ubicado en la comarca de los Montes.

## Datos generales

### Clima[1]
El Trincheto tiene una zona de transición climática propia de las latitudes templadas y de las tropicales. El Anticiclón de las Azores actúa en el verano causando la prolongada sequía y las olas de calor.
La pluviometría del municipio, entre los 500 y 600 mm., se puede considerar como una transición entre los climas secos y húmedos, asemejándose más a un clima seco. En los inviernos son frecuentes las heladas, aunque pocas veces nieva. En la primavera y en el otoño son las estaciones en las que más llueve; los días suelen ser revueltos y ventosos. El verano es la estación más homogénea del año: dominan los días secos y cálidos. El otoño como la primavera es relativamente perturbado y lluvioso.
Podemos considerar que es un clima mediterráneo con matices oceánicos, de inviernos fríos y veranos cálidos.

### Relieve

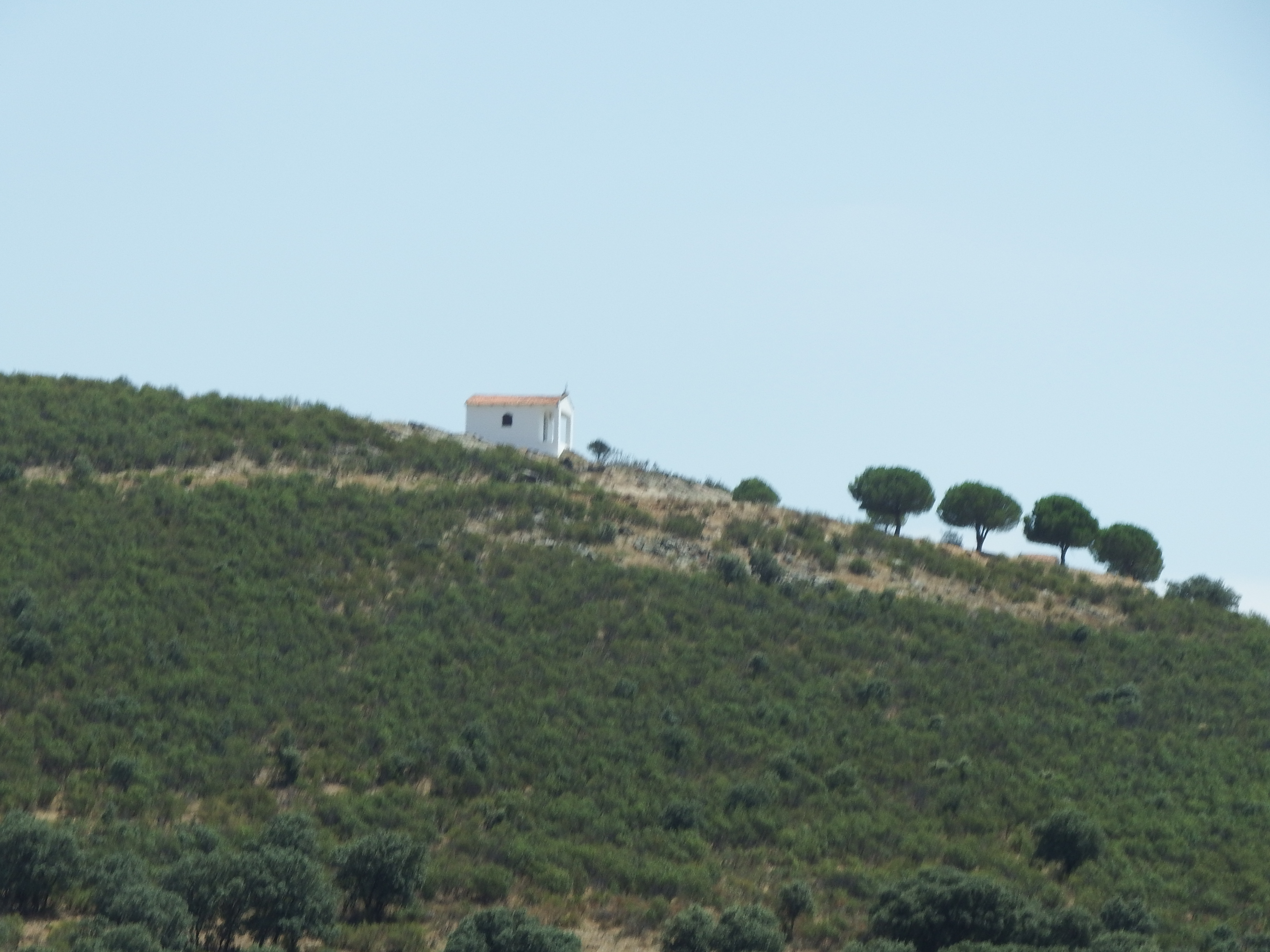
Ermita de Santa Teresa

El Trincheto se encuentra en la base de lo que se conoce como Sierra del Trincheto y sus picos más conocidos son:
- Cerro de La Ermita.
- La Aljibe de la liebre.
- Las pelluelas.
- El frontón.
- La Solana.
- El raso de la mina.

### Demografía
A 1 de enero de 2023 la población del municipio descendía a 100 habitantes, 57 hombres y 43 mujeres.

## Historia

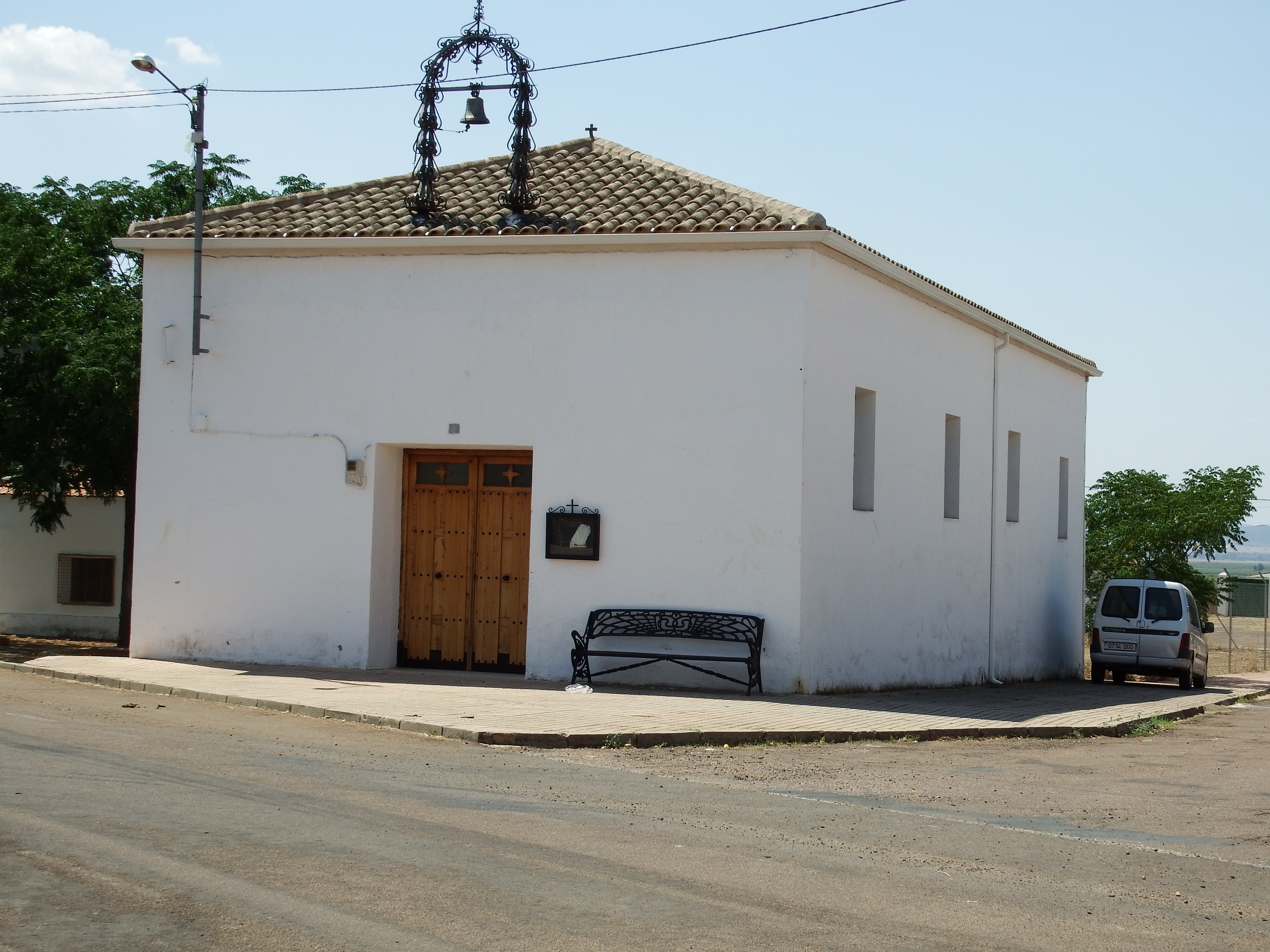
Iglesia de Cristo Rey

La primera datación histórica del Trincheto es del año 1751. Era un núcleo de casas conocida como "Chinchettro" y pertenecía al patrimonio de los Duques de Malagón.

## Patrimonio
- Ermita de Santa Teresa.
- Iglesia de Cristo Rey.
- El lavadero con fuente de agua de manantial.
- Risco del agujero o Risco horadado

## Festividades y tradiciones
- Fiestas patronales en honor a San Miguel, que se celebra el 29 de septiembre.
- Romería en honor de Santa Teresa, que se celebra el último fin de semana de mayo.

## Naturaleza
- LIC y ZEPA Cuenca Media del río Guadiana y Laderas Vertientes (río Bullaque).

La fauna que podemos encontrar en el término municipal es fruto de la diversidad de ecosistemas y la cercanía al Parque nacional de Cabañeros. De este modo, se encuentran liebres, conejos, zorros, jabalíes, cigüeñas, ciervos y perdices.
Respecto a la flora lo más representativo es la encina, el quejigo, el roble, el alcornoque, las jaras, los romeros y los acebuches.